# Havana (Florida)
Havana ist eine Stadt im Gadsden County im US-Bundesstaat Florida. Das U.S. Census Bureau hat bei der Volkszählung 2020 eine Einwohnerzahl von 1.753 ermittelt.

## Geographie
Havana liegt rund 15 km östlich von Quincy sowie etwa 20 km nördlich von Tallahassee.

## Geschichte
1902 wurde durch die Georgia, Florida & Alabama Railway eine Bahnstrecke von Tallahassee über Havana und weiter über Bainbridge nach Cuthbert in Georgia eröffnet. Von 1906 bis 1923 führte außerdem die Pelham and Havana Railroad von Havana nach Cairo in Georgia. Am 5. Dezember 1906 wurde die Town of Havana offiziell gegründet. Lange Jahre war der Tabakanbau ein wichtiger Erwerbszweig, heute ist die Stadt für ihren Antiquitätenhandel bekannt.

## Demographische Daten
Laut der Volkszählung 2010 verteilten sich die damaligen 1754 Einwohner auf 885 Haushalte. Die Bevölkerungsdichte lag bei 365,4 Einw./km². 44,6 % der Bevölkerung bezeichneten sich als Weiße, 53,6 % als Afroamerikaner, 0,1 % als Indianer und 0,5 % als Asian Americans. 0,7 % gaben die Angehörigkeit zu einer anderen Ethnie und 0,5 % zu mehreren Ethnien an. 1,4 % der Bevölkerung bestand aus Hispanics oder Latinos.
Im Jahr 2010 lebten in 25,4 % aller Haushalte Kinder unter 18 Jahren sowie 34,6 % aller Haushalte Personen mit mindestens 65 Jahren. 63,0 % der Haushalte waren Familienhaushalte (bestehend aus verheirateten Paaren mit oder ohne Nachkommen bzw. einem Elternteil mit Nachkomme). Die durchschnittliche Größe eines Haushalts lag bei 2,29 Personen und die durchschnittliche Familiengröße bei 2,87 Personen.
21,3 % der Bevölkerung waren jünger als 20 Jahre, 21,7 % waren 20 bis 39 Jahre alt, 29,8 % waren 40 bis 59 Jahre alt und 27,0 % waren mindestens 60 Jahre alt. Das mittlere Alter betrug 46 Jahre. 44,5 % der Bevölkerung waren männlich und 55,5 % weiblich.
Das durchschnittliche Jahreseinkommen lag bei 40.096 $, dabei lebten 20,1 % der Bevölkerung unter der Armutsgrenze.
Im Jahr 2000 war Englisch die Muttersprache von 100 % der Bevölkerung.

## Sehenswürdigkeiten
Das Dr. Malcolm Nicholson Farmhouse und Planter’s Exchange, Inc. sind im National Register of Historic Places gelistet.

## Verkehr
Havana wird vom U.S. Highway 27 (SR 63) und der Florida State Road 12 durchquert. Der nächste Flughafen ist der Tallahassee International Airport (rund 30 km südlich).

## Kriminalität
Die Kriminalitätsrate lag im Jahr 2010 mit 310 Punkten (US-Durchschnitt: 266 Punkte) im durchschnittlichen Bereich. Es gab zwei Raubüberfälle, vier Körperverletzungen, 27 Einbrüche, 43 Diebstähle und einen Autodiebstahl.